# Dave Hunt (músico)
Dave Hunt (Solihull, Midlands Occidentales, Inglaterra) es un vocalista inglés de metal extremo.
Es el vocalista de la banda Anaal Nathrakh (donde es más conocido como V.I.T.R.I.O.L.). También fue vocalista de la banda Benediction y de la agrupación de Slugde/grindcore Mistress (usando el nombre de Dave Cunt), esta banda se desintegró en buenos términos.
Vive en Birmingham (Inglaterra).

## Discografía
Benediction
- Organised Chaos (2001)
- Killing Music (2008)

Anaal Nathrakh
- The Codex Necro (2001)
- Total Fucking Necro (2002)
- When Fire Rains Down from the Sky, Mankind Will Reap As It Has Sown (2003)
- Domine Non Es Dignus (2004)
- Eschaton (2006)
- Hell Is Empty And All The Devils Are Here (2007)
- In the Constellation of the Black Widow (2009)
- Vanitas (2012)
- The Whole Of The Law (2016)
- A New Kind Of Horror (2018)
- Endarkenment (2020)

Mistress
- Mistress (2002)
- Mistress II:The Chronovisor (2003)
- In Disgust We Trust (2005)
- The Glory Bitches of Doghead (2007)